# 1243 Pamela
1243 Pamela (1932 JE) là một tiểu hành tinh vành đai chính được phát hiện ngày 7 tháng 5 năm 1932 bởi C. Jackson ở Johannesburg (UO).